# Kongo (film, 2020)
Pour les articles homonymes, voir Kongo.
 (mai 2022).
Pour plus de détails, voir Fiche technique et Distribution.
Kongo est un film documentaire franco-congolais réalisé par Hadrien La Vapeur et Corto Vaclav, sorti en 2020.

## Synopsis
L'apôtre Médard, guérisseur à Brazzaville, est accusé de magie noire et tente de prouver son innocence avec l'aide de son maître spirituel le prophète Boudimbou et de forces occultes. Le documentaire offre une plongée dans la culture ngunza, mélange syncrétique de différents courants religieux et politiques façonné au cours du XXe siècle et structuré par le rôle social et spirituel des guérisseurs. Il montre en filigrane l'évolution de la société congolaise, à la fois pétrie de traditions mystiques et sous la coupe de puissances étrangères.

## Fiche technique
- Titre : Kongo
- Réalisation : Hadrien La Vapeur et Corto Vaclav
- Photographie : Hadrien La Vapeur
- Son : Corto Vaclav
- Montage : Hadrien La Vapeur et Corto Vaclav
- Montage son et mixage : Clément Chauvelle et Bruno Ehlinger
- Musique originale : Gaspar Claus
- Musique de l'épilogue : Michel Redolfi
- Lieu de tournage : Brazzaville
- Production : Expédition invisible - Kidam
- Distribution : Pyramide
- Pays :  France -  République du Congo
- Durée : 70 minutes
- Date de sortie : France - 11 mars 2020

## Distribution
- Apôtre Médard
- Bertille Ngonga
- Prophète Boudimbou

## Sélections
- Festival de Cannes 2019 (programmation ACID[4],[5])
- 2019 : Festival international du film de La Rochelle
- 2019 : Festival de cinéma de Douarnenez
- 2019 : L'étrange Festival, Paris
- 2019 : Festival du film d’El Gouna, Egypte
- 2019 : Quinzaine du Cinéma Francophone, Paris
- 2019 : Festival Ciné 32 Indépendance et création, Auch
- 2019 : Festival international du film francophone de Tübingen, Allemagne
- 2019 : Gangneung International Film Festival, Corée du Sud
- 2019 : Torino Film Festival, Italie
- 2019 : Les Arcs Film Festival
- 2020 : Festival international de films indépendants "Black Movie", Genève
- 2020 : Festival Travelling, Rennes